# Thomas Stroux

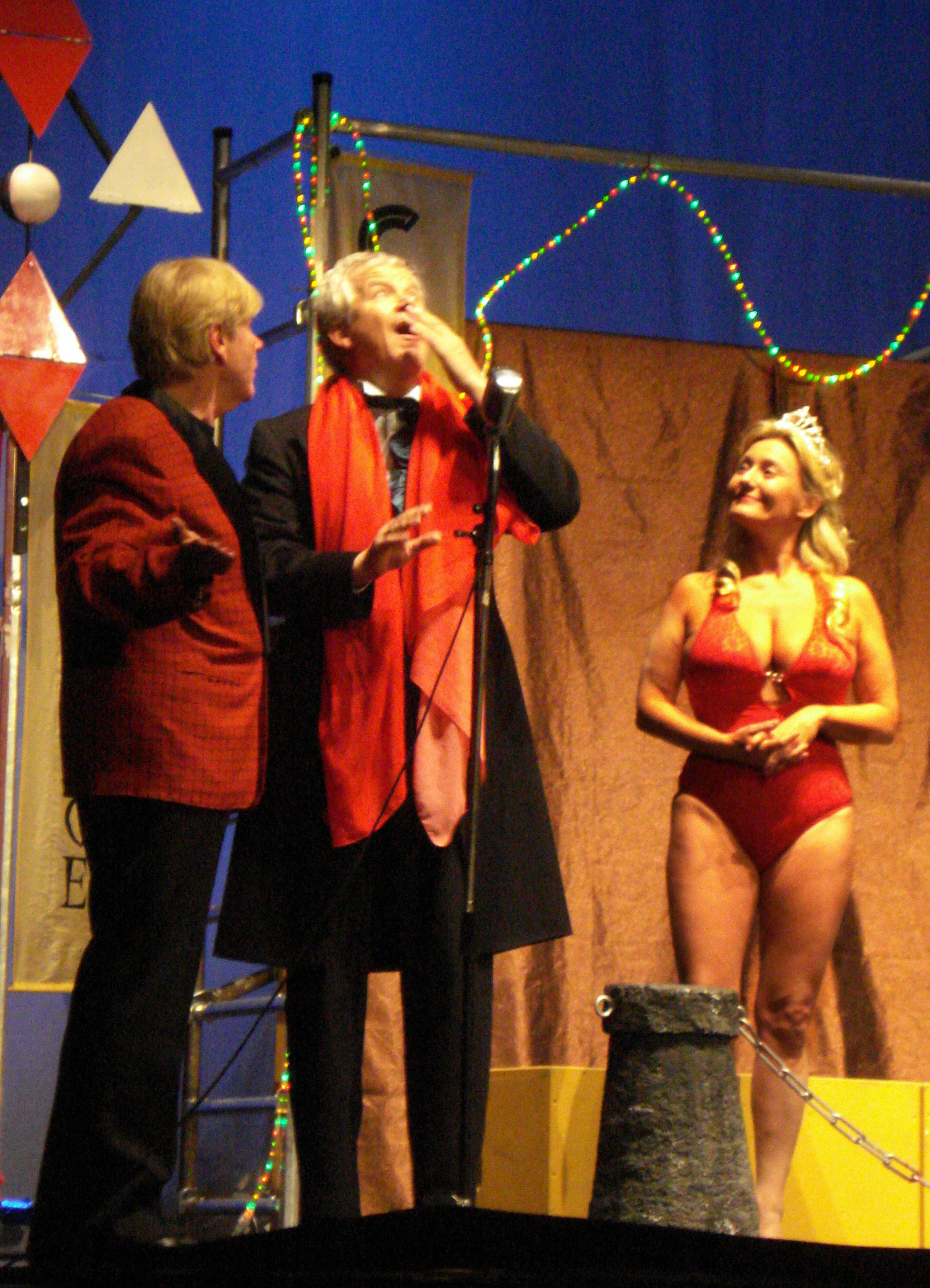
Thomas Stroux in Wir sind noch einmal davongekommen, Wels, September 2008

Thomas Stroux (* 15. Dezember 1943 in Storkow (Mark)) ist ein deutscher Theaterschauspieler und Regisseur.

## Leben
Thomas Stroux ist der Sohn von Eva und Karl-Heinz Stroux und Bruder des Theaterregisseurs und Schauspielers Stephan Stroux.
Stroux erhielt seine schauspielerische Ausbildung privat bei Herma Clement in Berlin. Sein Debüt gab er 1964 am Stadttheater Luzern. 1965 bis 1967 spielte er am Württembergischen Staatstheater Stuttgart, 1967/68 am Schlosstheater Celle, 1968 bis 1970 an den Städtischen Bühnen Frankfurt, 1970 bis 1973 an der Freien Volksbühne Berlin und 1973/74 am Ernst-Deutsch-Theater in Hamburg. 1974 wurde er Ensemblemitglied des Burgtheaters in Wien. Außerdem spielte er u. a. an der Stuttgarter Komödie im Marquard und im Berliner Theater des Westens. Er gab zahlreiche Gastspiele, unter anderem wiederholt bei den Bad Hersfelder Festspielen und arbeitete auch als Synchronsprecher.
Thomas Stroux hat mit der Spielzeit 2005/06 von Jürgen Wilke die alleinige Leitung des traditionsreichen Wiener Theaterunternehmens Der Grüne Wagen übernommen.

## Produktionen von und mit Thomas Stroux und dem Grünen Wagen
- 2005/2006: Lysistrate von Aristophanes mit Johanna Liebeneiner
- 2005/2006: Die Irre von Chaillot  Stück in zwei Akten von Jean Giraudoux mit Vera Oelschlegel
- 2006/2007: Komödie im Dunkeln von Peter Shaffer
- 2007/2008: Bunbury von Oscar Wilde
- 2008/2009: Wir sind noch einmal davongekommen von Thornton Wilder
- 2009/2010: Heiraten ist immer ein Risiko von Saul O’Hara mit Dietz-Werner Steck
- 2010/2011: Mary, Mary (Nie Wieder Mary) von Jean Kerr

## Filmografie (Auswahl)
- 2006: Nous nous sommes tant hais – Wir sind so verhasst
- 1997: Schlosshotel Orth
- 1996: Für alle Fälle Stefanie
- 1994: Iris und Violetta
- 1994: Sylter Geschichten
- 1991: Die Ringe des Saturn
- 1974: Die Kriegsbraut
- 1972–1973: Die Melchiors

## Hörspiele
- 1984: Otto Brusatti: Die letzten Stunden der Menschheit – Regie: Otto Brusatti (ORF/WDR)
- 1987: Ferry Bauer: Reise ohne Wiederkehr – Regie: Ferry Bauer (Original-Hörspiel – ORF Tirol)

## Auszeichnungen
Am 5. Juni 2007 erhielt er das Goldene Verdienstzeichen für Verdienste um die Republik Österreich. Des Weiteren wurde er 1981 für seine Rolle des Mephisto in Faust II mit dem Hersfeld-Preis ausgezeichnet.